# Euophrys cooki
Euophrys cooki är en spindelart som beskrevs av Zabka 1985. Euophrys cooki ingår i släktet Euophrys och familjen hoppspindlar. Inga underarter finns listade i Catalogue of Life.